# Musée Darder
 (avril 2022).
Causes possibles :
- Rédaction non-neutre car ne respectant pas la synthèse équilibrée attendue.
- Plan structurant la page comme une brochure promotionnelle ou une plaquette institutionnelle.
- Nombreuses informations sans réelle pertinence encyclopédique et pourtant montées en épingle. Ceci peut notamment se faire en recourant à des sources primaires ou non centrées, ou encore à un « cherry picking » des sources ; dans certains cas, cette utilisation des sources peut même donner lieu à une « synthèse inédite ».

Rappel : la pertinence des informations est à démontrer par des sources secondaires indépendantes et de qualité traitant le sujet.
Le Musée Darder est situé  à Banyoles (Catalogne) est l'un des plus anciens de la région de Gérone.

## Histoire
Le Musée Darder est l'un des plus anciens de la région de Gérone. Inauguré le 22 octobre 1916, avec les collections de Francesc Darder i Llimona,  il subit peu de changements jusqu'à sa rénovation complète qui démarra en 2003. Il rouvre ses portes en 2007 et intègre aux collections d'histoire naturelle une partie consacrée à l'explication du phénomène hydrogéologique du bassin lacustre du lac de Banyoles, un projet mûri de longue date.

## Bâtiment
Le musée occupe un bâtiment construit à la fin du XIXe siècle dans la Place des Études qui avait été occupé par le service postal et l'école municipale.
L'exposition est organisée en deux domaines thématiques principaux:
- Espace Darder: Salle consacrée à la vision des sciences naturelles allant de la fin du XIXe siècle au début XXe siècle. L'origine des cabinets de curiosités, la figure de Francesc Darder et la taxidermie au service de la science sont les sujets traités dans cet espace, où les pièces détiennent le rôle principal[2].
- Espace Lac: L'eau est le fil conducteur de cet espace consacré au lac de Banyoles et à son bassin lacustre. La visite suit le parcours de l'eau : de la pluie sur la région de l'Alta Garrotxa, jusqu'à son arrivée au lac, dans les petits étangs qui le contournent, et dans les sources et fontaines de la région du Pla de l'Estany. Le type de roches et minéraux, les micro-organismes, ainsi que les conditions physiques et la biodiversité du bassin lacustre, font du lac de Banyoles un parage singulier. De tels facteurs ont conditionné le peuplement, la transformation du paysage et l'évolution de la ville de Banyoles[3].

## Collection
Sa collection comprend 20.000 pièces liées avec l'histoire naturelle.

### Objets soulignés
- Lion: Lorsqu'il était directeur du  Zoo de Barcelone, Francesc Darder portait un intérêt particulier pour les lions. Sa photo, où il est paisiblement assis dans la cage des lions, est visible au sein de l'Espace Darder. Le musée conserve quatre lions empaillés et quatre crânes appartenant à la Collection Darder. Faute d'un travail de taxidermie particulièrement réussi, mais s'agissant néanmoins d'une espèce de grandes dimensions, les lions empaillés constituent des pièces symboliques du musée[4].
- Homme anatomique: Pièce de la fin du XIXe siècle fabriquée par la maison française Deyrolle, où Francesc Darder se procurait un grand nombre d'objets éducatifs qu'il revendait ensuite dans sa boutique de sciences naturelles à Barcelone. La pièce conserve un socle en bois d'origine. Par contre, il semblerait que les roulettes annoncées par Darder dans ses catalogues aient toujours été absentes. Elle possède des parties démontables (les deux bras, la moitié de la tête et la partie du thorax) et avait eu, par le passé, toutes les viscères en papier mâché[5].
- Brochet: Jusqu'en 1910, le lac était pauvre en poissons à cause de ses caractéristiques naturelles. Francesc Darder favorisa le peuplement par la création de la Fête du poisson. En 1954, l'introduction d'un prédateur est conseillée afin de contrôler la population de carpes et de rotengles. Le grand brochet finit cependant par dévorer le nombre réduit d'espèces autochtones qui restaient. Quelques années plus tard, la Société des Pêcheurs pêche l'un des derniers grands brochets, qui ne s'était heureusement pas reproduit, et en fait don au musée[6].
- Naïades: Les naïades sont des mollusques bivalves. Il y a trois espèces endémiques du lac de Banyoles. Elles vivent dans le fond boueux du lac, dans les canaux d'irrigation, dans la vase et dans les zones ombragées. Il s'agit d'animaux filtreurs qui indiquent souvent une bonne qualité des eaux et qui vivent semi-enterrés dans la bourbe. Ils peuvent atteindre plus de douze centimètres et leur longévité peut dépasser les trente ans. Les larves parasitent certaines espèces de poissons avant de muter vers l'état adulte[7].
- Papillon Isabelle: Le Papillon Isabelle est l'un des plus beaux papillons de la région. Découvert par Mariano de la Paz Graells vers le milieu du XIXe siècle, il se nourrit de feuilles de pin et vit dans des zones de montagne. Le mâle et la femelle sont légèrement différents. Il vit dans la région du Pla de l'Estany, d'où proviennent les quatre exemplaires du Musée Darder. Au sein de l'Espace Darder, trois vitrines contiennent des papillons et autres arthropodes autochtones et exotiques[8].
- Mangabei couronné: L’Espace Darder explique ce qu'était la taxidermie à la fin du XIXe siècle et au début du XXe, période correspondant à la vie professionnelle de Francesc Darder. L'une des ressources les plus utilisées consiste à exposer un animal empaillé, dans ce cas un mangabey, à côté de la radiographie. Celle-ci permet d'en voir l'intérieur, avec les os préalablement lavés, ainsi que les fils de fer et le rembourrage qui donneront à chaque exemplaire une forme extrêmement réaliste[9].
- Cyathes en vase: L'une des sections de l'Espace Darder est consacrée à la boutique de sciences naturelles que Francesc Darder dirigeait à Barcelone. Il y vendait du matériel scientifique destiné aux écoles et aux lycées. De cet ensemble de matériels éducatifs en ressort une collection de 32 champignons réalisés en papier mâché par le célèbre créateur français de modèles Auzoux. Une grande partie de ces exemplaires, comme c'est le cas des cyathes, est partiellement démontable, ce qui permet d'en voir soit l'intérieur, soit une découpe sagittale[10].
- Loutre: La loutre est l'un des animaux les plus caractéristiques du lac de Banyoles, ainsi qu'un indicateur de la qualité des eaux. Au milieu du XXe siècle, cette espèce avait disparu de l'étang. Au début du XXIe siècle, grâce aux peuplements effectués dans la rivière Fluvià, l'espèce a fait son retour à Banyoles. On ignore l'origine de l'exemplaire exposé à l'Espace Lac, dont le travail de taxidermie est toutefois remarquable[11].
- Oolithe: Le travertin, ou roche de Banyoles, est une roche sédimentaire calcaire très utilisée en construction. Elle se forme par la précipitation du carbonate de calcium présent dans l'eau. Des couches de roche se forment, qui recouvrent parfois des restes végétaux ou animaux, et peuvent adopter des apparences bien différentes. Elles prennent parfois des formes arrondies, comme c'est le cas de ces oolithes exposés à l'Espace Lac. Dans le lac de Banyoles, on peut voir des travertins ovales en formation, les stromatolithes[12].